# Alphonso MacKenzie
Alphonso "Mack" MacKenzie je fiktivní postava, která se vyskytuje v komiksech Marvel Comics. Postavu vytvořil Bob Harras a Paul Neary. Postava se poprvé objevila v komiksu Nick Fury vs. S.H.I.E.L.D. #3 (srpen 1988). Postava se objevila i v televizním seriálu Agenti S.H.I.E.L.D., kde jí ztvárnil Henry Simmons

## Fiktivní biografie (seriál)
Alphonso "Mack" Mackenzie, je S.H.I.E.L.D. mechanik, který byl původně pod vedením Roberta Gonzalese. Je jedním ze zakládajících členů "skutečného S.H.I.E.L.D.u", který vznikl po rozpadu S.H.I.E.L.D.u ve filmu Captain America: The Winter Soldier. Mack spolu s Bobbi Morseovou infiltruje Coulsonovu základnu. V druhé půlce druhé série, byla jeho mysl krátce ovládána Kree technologií. Mackova nedůvěra k mimozemšťanům a Inhumans se tím prohloubila a on se rozhodl opustit S.H.I.E.L.D. Po válce s Inhumans však Coulson přesvědčí Macka, aby zůstal, a přidělí mu pozici velitele pro všechny mimozemské materiály. 
Ve třetí sérii Coulson udělá z Macka dočasného ředitele S.H.I.E.L.D.u když jde po Wardovi a Hydře. 
Ve čtvrté sérii je Mackova mysl nahrána do Frameworku, kde je jeho dcera Hope stále naživu. Poté, co ho Hydra využila k odhalení, že Daisy Johnsonová je ze skutečného světa, se jim odpor S.H.I.E.L.D.u rozhodl pomoci. Když se najde výstupní bod z Frameworku, Mack se rozhodne zůstat a říká, že čas, který strávil s digitální verzí Hope, byl pro něj dost skutečný. Později opouští Framework, když jeho dcera zmizí zhroucením falešné reality. 
Na konci páté série se po smrti Coulsona stává Mack novým ředitelem S.H.I.E.L.D.u.
Během sedmé série se Mack účastní, jako velitel mise, která má zabránit Chronicomům v zničení S.H.I.E.L.D.u a Země. Rok po úspěchu mise, Mack nadále vede nový S.H.I.E.L.D.

## Fiktivní biografie (komiks)
Alphonso MacKenzie se narodil v Austinu v Texasu. Ze začátku byl v CIA, ale poté se přidal k S.H.I.E.L.D.u. Po nějaké době se romanticky zapletl s Contessou Valentinou Allegrou di Fontaine, což vedlo k odcizení mezi ním a Nickem Furym. Z tohoto důvodu se vrátil do CIA.
MacKenzie se později opět připojil k S.H.I.E.L.D.u na plný úvazek a strávil značný čas jako vyšší styčný důstojník v CIA. Následně z neznámých okolností MacKenzie rezignoval v S.H.I.E.L.D.u a napsal knihu s názvem UnSHIELDed: An Neuthorized Insider's Look Behind the World's Powerful Global Spy Network, která údajně vysvětlovala část historie, za kterou organizací stojí. Od té doby také působil jako neoficiální zdroj pro Bena Uricha a pobízel Uricha a Jessicu Jonesovou, aby se pokusili odhalit Furyho neoprávněnou misi v Latverii.